# Balbina Bruszewska
Balbina Bruszewska (ur. 17 czerwca 1982 w Łodzi) – polska reżyserka, scenarzystka i fotografka, autorka filmów animowanych, programów telewizyjnych i wideoklipów. Absolwentka Animacji filmowej i efektów specjalnych na Wydziale Operatorskim Państwowej Wyższej Szkoły Filmowej, Telewizyjnej i Teatralnej im. Leona Schillera w Łodzi. Dyrektor artystyczna łódzkiego Studia Se-ma-for Produkcja Filmowa, ekspertka Polskiego Instytutu Sztuki Filmowej, prezes Fundacji Lucid Life. 

## Działalność artystyczna
W latach 2003–2007 pracowała jako jedna z prezenterek magazynu Kwadrans akademicki, emitowanego dwa razy w tygodniu przez Telewizję Łódź. Z czasem zajęła się także reżyserią i montażem tego programu. 
Trafiła do łódzkiego Studia Se-ma-for Produkcja Filmowa, kiedy trwały prace nad uhonorowanym Oscarem filmem Piotruś i wilk. Zadaniem reżyserki przy tej produkcji było opracowanie materiałów dokumentalnych, które następnie posłużyły do nakręcenia krótkiego filmu Piotruś i Wilk. Making of. W trakcie pracy reżyserka zgłosiła prezesowi studia, Zbigniewowi Żmudzkiemu, pomysł nakręcenia własnego debiutanckiego filmu. Projekt zaaprobowano – powstała siedemnastominutowa animacja Miasto płynie, nakręcona pod opieką artystyczną Piotra Dumały. Film zyskał przychylne opinie widzów i krytyków, a autorce przyniósł nagrody. Wykorzystując ujęcia z filmu, Balbina Bruszewska zrealizowała teledysk muzyczny Jak nie ja to kto dla polskiej gwiazdy hip-hopu O.S.T.R.
W 2009 roku Balbina Bruszewska wyreżyserowała dwudziestominutowy reportaż Bydgoszcz podbija Chiny. Podczas dwutygodniowego pobytu w Szanghaju oraz okolicach, nakręcone zostały materiały do filmu będącego dokumentem ukazującym trasę koncertową polskiej grupy Roan w Chinach. W reportażu wypowiadają się członkowie zespołu: dzielą się wrażeniami i komentują obcą kulturę; chińscy fani Roanu wyrażają zachwyt nad polską muzyką rockową, a na końcu pojawia się reżyserka materiału.
Od lipca 2010 roku Balbina Bruszewska stała się również rozpoznawalna jako didżejka. W tej roli występuje u boku łódzkiej wokalistki Lady Katee (wł. Katarzyna Bartczak) czy poznańskiego zespołu Snowman.
Wraz z Yves’em Gutjahrem oraz Mihalym Gyoerikiem napisała scenariusz do pełnometrażowego filmu lalkowego o tematyce chopinowskiej Serce w murze. Produkcja filmu niestety została przerwana w 2014 roku z przyczyn finansowych.

## Życie prywatne
Córka Wojciecha Bruszewskiego – filmowca, pisarza, jednego z założycieli i działaczy grupy „Warsztat Formy Filmowej”, prekursora sztuki wideo w Polsce i Małgorzaty Kamińskiej – dziennikarki, radiowca i producentki programów telewizyjnych.

## Filmografia
- 2002: Blue Caterpillar
- 2003: Wiara, nadzieja i miłość
- 2009: Miasto płynie
- 2009: Bydgoszcz podbija Chiny
- 2010: Dobro, piękno i prawda
- Serce w murze (Heart in the Wall) projekt filmu.

## Teledyski i wideoklipy
- 2003: Miasteczko
- 2004: Sleep
- 2005: Orbison, Psychocukier
- 2007: Nie wycinaj drzew, Elektryczny Węgorz
- 2007: Bezdomny Miś Uszatek, Elektryczny Węgorz
- 2008: Jak nie Ty, to Kto?, O.S.T.R.
- 2008: W górę, Bob One
- 2010: Ścigany, Kamień Kamień Kamień
- Sacrifice, Roan

## Nagrody

### FilmWiara, nadziaja i miłość
- 2003: Festiwal Filmowy Felliniada 2003; Mały FeFe;
- 2004: Sopot Film Festival 2004; Nagroda Specjalna;
- 2004: Barejada 2004; wyróżnienie;
- 2005: Jutro Filmu 2005 w Warszawie, wyróżnienie;

### FilmMiasto płynie/ teledyskJak nie Ty, to kto?
- 2008: Grand Prix Yach Film Festiwal;
- 2008: Nagroda publiczności Yach Film Festiwal;
- 2009: Grand Prix VII Przeglądu Filmów Studenckich z łódzkiej Filmówki „Łodzią po Wiśle”;
- 2009: Nagroda Specjalna PISF Agnieszki Odorowicz, „Łodzią po Wiśle”;
- 2009: II Nagroda na III Festiwalu Filmu i Sztuki „Dwa Brzegi”;
- 2009: I Nagroda za najlepszy film polski; ReAnimacja;
- 2009: Toon Boom Studio Award, ReAnimacja;
- 2009: Dyplom Honorowy 17 MFF Etiuda & Anima;
- 2009: Nagroda na IV Międzynarodowy Festiwal Filmów Turystycznych w Płocku;
- 2010: Złota Kreska XV Ogólnopolskiego Festiwalu  Autorskich Filmów Animowanych, 2010;
- 2010: Grand Prix 13 Przeglądu Studenckich Etiud Filmowych „Klaps 2010” w Turku;

### FilmCzarnoksiężnik z krainy U.S.[1]
- 2017: 11. Festiwal Filmowy Offeliada; Nagroda główna – Offelia – w kategorii „Animacja”;
- 2017: Międzynarodowy Konkurs Filmów Krótkometrażowych Dwa Brzegi; III miejsce;
- 2017: Międzynarodowy Festiwal Filmów Młodego Widza Ale Kino!; Nagroda Specjalna dla najlepszego  polskiego filmu animowanego, Nagroda Jury Młodych – Marcin;
- 2017: Festiwal Filmów Polskich w Los Angeles Orły Hollywoodzkie; Orzeł Hollywoodzki dla najlepszego filmu animowanego.

### Pozostałe
- Grand Prix na międzynarodowym pitchingu Animafest Anima Forum w Zagrzebiu za pierwowzór literacki pełnometrażowego filmu animowanego Heart in The Wall;
- Nominacje do nagród: Talenty Trójki 2010 oraz nagrody Ministerstwa Kultury i Dziedzictwa Narodowego 2011;